# Germán Scarone
Germán Scarone, né le 27 février 1975 à Buenos Aires, en Argentine, est un joueur argentin naturalisé italien de basket-ball, évoluant au poste de meneur. 